# Imprenditore
L'imprenditore è una figura professionale che esercita un'attività economica finalizzata alla realizzazione di prodotti o servizi, detenendo la proprietà di tutti o di alcuni fattori produttivi.
Un imprenditore con una notevole potenza industriale e/o finanziaria è detto magnate.

## Sinossi generale
In ambito economico, l'imprenditore è colui che detiene fattori produttivi (capitali, conoscenze, mezzi di produzione e infrastrutture, forza lavoro, materiali), sotto forma di imprese, attraverso i quali, assieme agli investimenti, contribuisce a sviluppare nuovi prodotti, nuovi mercati o nuovi mezzi di produzione stimolando quindi la creazione di nuova ricchezza e valore sotto forma di beni e servizi utili alla collettività/società. Nelle economie industrializzate del tardo XX secolo la costituzione di imprese di grandi dimensioni ha ampiamente rimpiazzato il tradizionale rapporto fra singolo proprietario e amministratori dell'azienda.

Richard Cantillon, Saggio sulla natura del commercio in generale (Essai sur la nature du commerce en général, 1755)

Le prime citazioni del termine imprenditore si ebbero in Europa intorno al Cinquecento. Con questo nome venne ribattezzato il capitano di ventura che ingaggiava truppe per servire i fabbisogni di principi e di potenti. Nel Settecento la figura dell'imprenditore assunse i connotati moderni, dato che nel campo agricolo il proprietario terriero, in quello manifatturiero chi produceva merci da distribuire, in quello pubblico l'impresario che realizzava infrastrutture vennero chiamati imprenditori. La definizione inglese Undertaker, ovverosia "colui che prende su di sé" la responsabilità di eseguire un lavoro che richiede l'impiego di più persone è rimasta ancora adesso nell'uso contemporaneo.
Dalla metà del Settecento, anche la letteratura cominciò a interessarsi a questa nuova figura, con alcuni considerevoli saggi quali il Saggio sulla natura del commercio in generale (Essai sur la nature du commerce en général, 1755) di Richard Cantillon e le Réflexion sur la formation et la distribution des richesses (1766) di Anne Robert Jacques Turgot.
Altre tre caratteristiche dell'imprenditore tipo furono al centro delle indagini degli studiosi dell'Ottocento e dei primi del Novecento: Jean-Baptiste Say nel suo Traité d'économie politique (1803), descrisse il ruolo centrale assunto da questa figura nel mondo del capitale, della produzione, del commercio e del consumo, indicando l'imprenditore quale coordinatore, ossia colui che coordina, dirige e riveste un ruolo di rilevante importanza (nel contesto imprenditoriale); Joseph Schumpeter nella Teoria dello sviluppo economico (1912) si occupò della funzione di innovazione nei fattori produttivi apportata dalla figura dell'imprenditore, indicando quest'ultimo quale innovatore; Frank Knight nel "Risk, Uncertainty and Profit" (1921), indica l'imprenditore come colui che rischia, nel senso che l'imprenditore, per essere tale, deve rischiare il proprio capitale, ed è qui che emerge la differenza tra la sua figura e quella del manager, il quale invece può gestire e innovare senza rischiare nulla a livello personale.
Sull'origine della figura imprenditoriale si sono formulate varie teorie, quali, ad esempio, una favorevole congiuntura economica, sociale e produttiva, oppure la necessità di affermazione e di riconoscimento ottenibili solo nel campo economico da parte di minoranze discriminate, oppure un rapporto decisivo fra l'etica calvinista-protestante e lo spirito d'iniziativa tipico dell'imprenditore.

## L'imprenditore nel diritto italiano
In Italia viene definito imprenditore (a norma dell'articolo 2082 del Codice civile - Libro V, Titolo II, Capo I, Sezione I):
«chi esercita professionalmente un'attività economica organizzata al fine della produzione o dello scambio di beni o di servizi».
Il codice civile parla di "imprenditore" e non di impresa; l'impresa, sostiene la dottrina, è il frutto dell'attività che dall'imprenditore sortisce: una definizione mediata, dunque, come accade per il lavoro subordinato, di cui non esiste definizione giuridica esplicita mentre c'è quella di lavoratore subordinato. Un'impresa può essere poi svolta in forma societaria, nella quale i soci sono essi stessi imprenditori (qui inteso nell'accezione di persone fisiche, cioè i titolari).
Può essere imprenditore sia una persona fisica sia una persona giuridica; anzi nel V libro si crea quel particolare status di tertium genus: cioè le società di persone, che non sono enti personificati, ma che sono trattati alla stregua delle persone fisiche. Ad esempio un'impresa controllata (cioè posseduta) al 100% da un'altra impresa, l'imprenditore della prima è il soggetto giuridico "società controllante". Oppure, nel caso delle società pubbliche aziendalizzate l'imprenditore è un ente della PA (classico caso delle multiservizi).
La definizione presente nel codice risente di un forte influsso dell'indirizzo economico, tra i diversi orientamenti esistenti al momento della redazione del codice.
Infatti Jean-Baptiste Say per primo distinse tra capitalista e imprenditore definendo il primo come proprietario del capitale e il secondo come colui che, procurandosi la disponibilità dei fattori produttivi, organizza e dirige la produzione. Nel nuovo codice del 1942 la figura del commerciante (speculatore professionale) viene sostituita con quella di imprenditore; quest'ultimo non opera come speculatore professionale, ma organizzando e dirigendo la produzione diventa "motore" del sistema economico creando nuova ricchezza. I codificatori del 1942 stabilendo che è imprenditore colui che "esercita un'attività economica organizzata" al fine di produrre o scambiare beni o servizi hanno ribadito la centralità e l'importanza, nell'attività imprenditoriale, dell'organizzazione dei fattori produttivi.
Le due nozioni (economica e giuridica) però, sebbene in parte coincidenti, assolvono a due funzioni completamente diverse. La nozione economica di imprenditore mira ad analizzare il ruolo dell'imprenditore nel sistema economico ed il risultato a cui tende la sua attività; la nozione giuridica, invece, mira ad individuare i requisiti necessari affinché un soggetto sia sottoposto alla disciplina civilistica dell'imprenditore.

### Criteri di distinzione
Il codice civile distingue diversi tipi di imprese e di imprenditori in base a tre criteri:
- l'oggetto dell'impresa, che determina la distinzione tra imprenditore agricolo (art. 2135) e imprenditore commerciale (art.2195);
- la dimensione dell'impresa, in base alla quale è individuato il piccolo imprenditore (art.2083) e, di riflesso, l'imprenditore medio-grande (o non piccolo);
- la natura del soggetto che esercita l'impresa, che determina la tripartizione legislativa tra impresa individuale, impresa costituita in forma di società e impresa pubblica.

### Statuto generale dell'imprenditore
Tutti gli imprenditori (agricoli e commerciali, piccoli e grandi, privati e pubblici) sono assoggettati a una disciplina base comune, che comprende, parte della disciplina dell'azienda (artt. 2555-2562) e dei segni distintivi (artt. 2563-2574), la disciplina della concorrenza e dei consorzi (artt. 2595-2620) e la disciplina a tutela della concorrenza e del mercato della legge 287/1990.
Dal punto di vista fiscale un imprenditore può essere o una ditta individuale o un socio/amministratore, sebbene in casi ristretti anche un dipendente possa svolgere un ruolo da imprenditore.

### Statuto tipico dell'imprenditore commerciale
L'imprenditore commerciale non piccolo è assoggettato a un ulteriore statuto: l'iscrizione nel registro delle imprese (artt. 2214-2202), con effetti di pubblicità legale; la disciplina della rappresentanza commerciale (artt. 2203-2213); le scritture contabili (artt. 2214-2220); il fallimento e le altre procedure concorsuali.
Il piccolo imprenditore è sottratto alla disciplina dell'imprenditore commerciale anche se esercita attività commerciale. L'iscrizione nel registro delle imprese è stata estesa anche all'imprenditore agricolo e al piccolo imprenditore.

### La nozione generale di imprenditore
È imprenditore chi esercita professionalmente un'attività economica organizzata a fine della produzione o dello scambio di beni e servizi. (art. 2082).

L'art. 2082 fissa i requisiti minimi affinché un dato soggetto sia esposto all'applicazione delle norme del codice civile che riguardano l'imprenditore. Caratteristiche dell'impresa sono dunque:
- l'attività produttiva,
- l'organizzazione,
- l'economicità,
- la professionalità.

Per le società non è necessario, in linea di massima, uno specifico accertamento dei requisiti dell'organizzazione e della professionalità.

#### L'attività economica
Premessa: è preferibile, quando si parla astrattamente di impresa, usare il termine "attività economica" piuttosto che "attività produttiva" perché, spesso, con quest'ultima espressione, i non specializzati intendono "fabbricazione" o espressioni equivalenti; un'impresa che commercializza (distribuzione, rivendita, ecc.) beni realizzati da altri fa "produzione" ma in senso economicistico non tecnologico. A maggior ragione le imprese che erogano servizi (beni immateriali) eseguono "attività produttiva" ma, nell'immaginario collettivo, erroneamente non le si ricomprende in quelle che "producono" (perché si pensa unicamente a beni materiali).
L'impresa è serie coordinata di atti finalizzata alla produzione o allo scambio di beni o servizi. L'attività non deve essere di mero godimento di beni preesistenti; tuttavia, è irrilevante che l'attività produttiva costituisca anche godimento di beni preesistenti. Ai fini della qualificazione di un soggetto come imprenditore, l'attività può anche essere illecita. Tuttavia, il soggetto non potrà godere delle norme vantaggiose per l'imprenditore, in virtù del principio generale per cui da un comportamento illecito non possano derivare vantaggi.

#### Organizzazione: impresa e lavoro autonomo
L'imprenditore crea normalmente un complesso produttivo, formato da persone e da beni strumentali. È imprenditore anche chi opera senza utilizzare prestazioni lavorative altrui, purché vi sia organizzazione di mezzi e capitali, oltre che del proprio lavoro. Allo stesso modo, è imprenditore chi opera senza creare un apparato aziendale di beni mobili e immobili, ma solamente attraverso mezzi finanziari propri o altrui.
Non è imprenditore il soggetto che svolge un'attività produttiva basata esclusivamente sul proprio lavoro personale. Il piccolo imprenditore (art. 2083) è chi svolge un'attività organizzata prevalentemente con il lavoro proprio e dei familiari. L'attività fondata esclusivamente sul lavoro proprio, dunque, sfugge a questa definizione. Allo stesso tempo, l'organizzazione del lavoro dei familiari è pur sempre organizzazione del lavoro altrui.

#### Economicità dell'attività
L'economicità è richiesta in aggiunta allo scopo produttivo: l'attività produttiva deve essere condotta con metodo economico, secondo modalità che consentano quantomeno la copertura dei costi con i ricavi. Non è necessario che i ricavi superino i costi, cioè che si generi profitto, o che ci sia un fine di lucro. È impresa anche l'attività a fini ideali, purché autosufficiente. Allo stesso modo, non è necessario che le modalità di gestione tendano a massimizzare i ricavi, purché questi siano perlomeno pari ai costi.
Infine, il d.lgs 24-3-2006, n. 155, ha istituito l'impresa sociale. A queste imprese è proibito distribuire gli utili in qualsiasi forma, ma è loro comunque richiesto il requisito dell'economicità.

#### Professionalità
L'esercizio dell'attività produttiva deve essere abituale e non occasionale. Tuttavia l'attività non deve necessariamente essere continua o la principale dell'imprenditore. Inoltre si qualifica come impresa anche l'attività volta al compimento di un unico affare, purché questo sia complesso e richieda l'esecuzione di svariate operazioni di gestione, anche se questo unico affare sia destinato al consumo o all'utilizzo dello stesso imprenditore, fermo restando il requisito dell'economicità.

### Liberi professionisti e professioni intellettuali
I liberi professionisti non sono mai imprenditori in quanto tali, per una precisa scelta legislativa. Questo è vero anche se si avvalgono di ingenti organizzazioni di subordinati e mezzi (in pratica un'azienda), purché si limitino allo svolgimento della propria attività. I liberi professionisti sono dunque imprenditori solo se l'esercizio della professione costituisce elemento di un'attività organizzata in forma di impresa (art. 2238).
Quanto sopra non esclude ovviamente che un libero professionista italiano di tipo ordinistico possa contemporaneamente essere anche socio di società (o, in generale, partecipazioni in imprese) purché lo scopo di queste non comprenda attività (libero professionali) regolamentate, a meno che non siano società di professionisti.

## Le categorie di imprenditori nel diritto italiano

### L'imprenditore agricolo
È impresa agricola ogni impresa che produce specie vegetali o animali, ogni forma di produzione fondata sullo svolgimento di un ciclo biologico naturale o di una fase del ciclo stesso (art. 2135). Inoltre è imprenditore agricolo chi svolge anche le attività connesse (trasformazione, commercializzazione...) alle attività agricole svolte. Il testo originario dell'art. 2135 si limitava a elencare le attività tipiche dell'imprenditore agricolo (agricoltura, silvicoltura, allevamento). A queste si aggiungevano le attività connesse. Questa formulazione lasciava il dubbio sulla qualificazione dell'agricoltura condotta con metodi industriali e di quella condotta senza l'utilizzo della terra (coltivazioni fuori terra, allevamenti in batteria).
La nuova formulazione non lascia dubbi in proposito e stabilisce che la qualifica di imprenditore agricolo prescinde dal metodo con cui si svolge l'attività, purché questa si basi su un qualche ciclo biologico. Quindi le forme più moderne di agricoltura industrializzata, spesso più simili all'industria per metodi e capitali impiegati, rientrano nella categoria di impresa agricola. Anche la silvicoltura è attività agricola, purché comprenda anche la cura e lo sviluppo del bosco. La mera raccolta di legname, dunque, non è attività agricola. Inoltre rientrano nella definizione di impresa agricola anche l'allevamento e la selezione di razze equine o canine (o di gatti), così come di animali da pelliccia; persino l'acquacoltura. Infine, all'imprenditore agricolo è stato equiparato l'imprenditore ittico, sebbene la pesca sia svincolata dalla cura e dallo sviluppo biologico degli organismi acquatici.

#### Le attività agricole per connessione
L'art. 2135, nella sua formulazione attuale, identifica come attività accessorie due classi di attività:
- le attività dirette alla manipolazione, conservazione, trasformazione, commercializzazione e valorizzazione di prodotti ottenuti prevalentemente da un'attività agricola essenziale;
- le attività dirette alla fornitura di beni o servizi mediante l'utilizzo prevalente di attrezzature o risorse normalmente impiegate nell'attività agricola esercitata.

Entrambe sono attività oggettivamente commerciali, ma sono considerate per legge attività agricole se svolte in connessione con una delle tre attività agricole essenziali, e che questa sia coerente (connessione soggettiva). Inoltre è necessaria una connessione oggettiva, ovvero che le attività connesse non prevalgano, per rilievo economico, sull'attività agricola essenziale.

### L'imprenditore commerciale
Sebbene l'art. 2195 elenchi le categorie di attività che, con quelle a loro ausiliarie, compongono la categoria delle imprese commerciali, è pacifico che la definizione di imprenditore commerciale ha in realtà carattere residuale, cioè l'imprenditore commerciale è l'imprenditore non agricolo.
Sono soggetti all'obbligo dell'iscrizione nel registro delle imprese gli imprenditori che esercitano:
1) Un'attività industriale diretta alla produzione di beni o di servizi;
2) Un'attività intermediaria nella circolazione dei beni;
3) Un'attività di trasporto per terra, per acqua o per aria;
4) Un'attività bancaria o assicurativa;
5) Altre attività ausiliarie delle precedenti.

### Il criterio dimensionale e la piccola impresa
Il piccolo imprenditore è sottoposto allo statuto generale dell'imprenditore; è invece esonerato, anche se commerciale, dalla tenuta delle scritture contabili (art. 2214) e dall'assoggettamento al fallimento e alle altre procedure concorsuali (art. 2221). Inoltre l'iscrizione nel registro delle imprese non ha per lui funzione di pubblicità legale. In precedenza l'individuazione del piccolo imprenditore era fortemente complicata per la coesistenza di due nozioni diverse: quella del codice civile (art. 2083) e quella della legge fallimentare (art. 1).
La definizione civilistica è basata sulla prevalenza del lavoro dell'imprenditore e dei suoi eventuali familiari nell'impresa, sia rispetto al lavoro altrui, sia rispetto al capitale proprio o altrui; la prevalenza è da intendersi in senso qualitativo-funzionale: è necessario che l'apporto personale dell'imprenditore e dei suoi familiari caratterizzino i beni o i servizi prodotti.
La legge fallimentare, invece, fissava dei parametri monetari (reddito inferiore al minimo imponibile o, in assenza di questo, a 900,000 lire) e negava alle società la possibilità di essere qualificate come piccoli imprenditori. I parametri monetari, ad ogni modo, vennero meno dopo l'abrogazione dell'imposta di ricchezza mobile a cui faceva riferimento la norma (1974) e la dichiarazione di incostituzionalità (1989) del requisito delle 900.000 lire. Restava l'esclusione dalla categoria delle società commerciali.
La nuova legge fallimentare non identifica più il piccolo imprenditore, ma si limita a statuire dei parametri dimensionali dell'impresa, al di sotto della quale l'imprenditore commerciale non fallisce. Quindi la definizione di piccolo imprenditore è affidata unicamente all'art. 2083 del codice civile. La definizione data dalla legge fallimentare, invece, è interamente basata su parametri quantitativi, ovvero il possesso congiunto dei seguenti tre requisiti:
- avere avuto nei tre esercizi precedenti un attivo patrimoniale non superiore ai 300.000 euro;
- avere realizzato nei tre esercizi precedenti ricavi lordi non superiori ai 200.000 euro l'anno;
- avere un ammontare di debiti non superiore a 500.000 euro.

Infine, ora anche le società commerciali possono essere esentate dal fallimento. Pertanto, nella disciplina attuale chi può essere dichiarato fallito si determina esclusivamente in base ai parametri stabiliti dall'art. 1 della legge fallimentare, mentre la definizione codicistica di piccolo imprenditore si utilizza ai fini dell'iscrizione nel registro delle imprese e dell'obbligo di tenuta delle scritture contabili, ovvero la restante parte dello statuto dell'imprenditore commerciale.

#### L'impresa artigiana
Fra i piccoli imprenditori rientra anche l'imprenditore artigiano. In precedenza, la legge 25-7-1956, n. 860 fissava dei parametri per considerare l'impresa artigiana a tutti gli effetti di legge, e di conseguenza piccola, che sostituiva quelle del codice e della legge fallimentare. Nello specifico, l'impresa era artigiana se produceva beni o servizi di natura artistica o usuale e rispettava alcuni limiti per il personale dipendente (non validi per tutte le imprese artigiane). Quindi l'imprenditore artigiano era considerato piccolo ed esentato dal fallimento anche in presenza di ingenti capitali.
La nuova “legge quadro per l'artigianato” dell'8-8-1985, n. 443, ha definito invece l'impresa artigiana secondo l'oggetto, che può essere costituito da qualsiasi attività, sia pure con alcune limitazioni, e soprattutto sul ruolo dell'artigiano, che deve svolgere in misura prevalente il proprio lavoro nell'impresa. Ma la novità più grande della legge quadro per l'artigianato è che la definizione di impresa artigiana non è più definita a tutti gli effetti di legge, ma solo ai fini di vari provvedimenti regionali in favore delle imprese artigiane. Di conseguenza, il riconoscimento della qualifica di imprenditore artigiano in base alla legge quadro non basta per sottrarre l'artigiano allo statuto dell'imprenditore commerciale.

### L'impresa familiare
È impresa familiare l'impresa nella quale collaborano, anche attraverso il lavoro nella famiglia, il coniuge, i parenti entro il terzo grado e gli affini entro il secondo grado dell'imprenditore. Si può avere una piccola impresa non familiare o un'impresa familiare non piccola. Infatti le esigenze a cui risponde la nozione di impresa familiare sono completamente diverse da quelle a cui risponde la nozione di piccola impresa: principalmente, l'impresa familiare comporta una tutela minima del familiare lavoratore, quando non si configuri un diverso rapporto giuridico. Pertanto, al familiare lavoratore sono riconosciuti diritti patrimoniali e amministrativi.
I diritti patrimoniali sono:
- diritto al mantenimento;
- diritto di partecipazione agli utili dell'impresa;
- diritto sui beni acquistati con gli utili e sugli incrementi di valore dell'azienda, incluso l'avviamento;
- diritto di prelazione sull'azienda in caso di divisione ereditaria o trasferimento.

I diritti amministrativi sono determinati poteri gestori, per cui le decisioni di gestione straordinaria e altre decisioni di rilievo devono essere adottate, a maggioranza, da tutti i familiari che partecipano all'impresa. Infine, il diritto di partecipazione è trasferibile solo a favore degli altri membri della famiglia e con il consenso unanime dei familiari già partecipanti. È liquidabile in denaro qualora cessi la prestazione di lavoro.
L'impresa familiare resta comunque un'impresa individuale. Quindi i beni aziendali restano di proprietà esclusiva dell'imprenditore, i diritti patrimoniali dei familiari partecipanti costituiscono semplici diritti di credito, gli atti di gestione ordinaria sono di competenza esclusiva dell'imprenditore, l'imprenditore agisce nei confronti dei terzi esclusivamente in proprio, solo l'imprenditore sarà soggetto al fallimento.

### L'impresa societaria
La società semplice è utilizzabile solo per l'esercizio di attività economica ma non commerciale. Gli altri tipi di società si definiscono società commerciali. L'applicazione alle società commerciali dello statuto dell'imprenditore commerciale segue regole parzialmente diverse:
- parte della disciplina propria dell'imprenditore commerciale si applica sempre e comunque (obbligo di iscrizione nel registro delle imprese, tenuta delle scritture contabili);
- nelle società in nome collettivo e in accomandita semplice, rispettivamente tutti i soci e i soli soci accomandatari (i soci a responsabilità illimitata) sono soggetti automaticamente al fallimento quando fallisce la società. Inoltre sono soggetti alle norme che regolano l'esercizio di impresa commerciale da parte dell'incapace.

### Le imprese pubbliche
Lo Stato e gli altri enti pubblici possono svolgere attività di impresa servendosi di strutture di diritto privato. In tal caso, si applicano le normali norme relative alle società. La pubblica amministrazione può costruire enti pubblici economici, ovvero enti di diritto pubblico il cui compito istituzionale esclusivo o principale è l'esercizio dell'attività di impresa. Gli enti pubblici economici sono soggetti normalmente allo statuto dell'imprenditore e – se commerciali – allo statuto dell'imprenditore commerciale, ma sono esonerati dal fallimento (sostituito dalla liquidazione coatta amministrativa o da altre misure).
Infine, lo Stato o gli altri enti pubblici territoriali possono svolgere direttamente attività di impresa, secondaria e accessoria rispetto ai fini istituzionali dell'ente pubblico. A questi enti si applicano – limitatamente alle imprese esercitate – gli statuti dell'imprenditore e quello dell'imprenditore commerciale, ma sono esonerati dall'iscrizione nel registro delle imprese e dalle procedure concorsuali (ma non dalla tenuta delle scritture contabili). Tuttavia quasi tutti gli enti pubblici economici sono stati trasformati in enti di diritto privato.
L'azienda speciale è una particolare impresa pubblica.

### Attività commerciale delle associazioni e delle fondazioni
Le associazioni, le fondazioni e tutti gli enti privati con fini ideali o altruistici possono svolgere attività di impresa commerciale. Il requisito dell'economicità, infatti, non presuppone né la presenza di profitti, né che la gestione sia volta a massimizzare i ricavi. Gli enti privati con fini ideali che esercitano attività di impresa commerciale sono soggetti allo statuto dell'imprenditore commerciale, anche se questa attività è solo accessoria rispetto al fine principale.

### L'impresa sociale
L'impresa sociale è stata istituita dal d.lgs. 24-3-2006, n. 155. “Possono acquisire la qualifica di impresa sociale tutte le organizzazioni private che esercitano in via stabile e principale un'attività economica organizzata al fine della produzione o dello scambio di beni o servizi di utilità sociale.” I beni e servizi di utilità sociale sono tassativamente indicati dal decreto. Inoltre l'impresa sociale non deve avere scopo di lucro. Gli utili devono essere destinati allo svolgimento dell'attività statutaria o all'autofinanziamento dell'impresa. Inoltre il patrimonio dell'impresa è soggetto a un vincolo di indisponibilità: non è possibile distribuire fondi o riserve a vantaggio di coloro che fanno parte dell'organizzazione, né durante l'esercizio, né allo scioglimento.
In caso di cessazione dell'impresa, il patrimonio è devoluto a organizzazioni non lucrative di utilità sociale. Le imprese sociali possono organizzarsi in qualsiasi forma di organizzazione privata, in particolare qualsiasi tipo di società. Più imprese sociali possono formare un gruppo di imprese. Inoltre è garantita all'impresa sociale la limitazione della responsabilità dei partecipanti, anche se costituita in una forma giuridica che normalmente non la prevederebbe, purché il patrimonio netto sia originariamente di 20.000 euro e non scenda di un terzo sotto tale limite.
Le imprese sociali sono soggette a regole speciali per quanto riguarda l'applicazione degli istituti tipici dell'imprenditore commerciale. Indipendentemente dalla natura agricola o commerciale dell'attività esercitata, devono iscriversi in un'apposita sezione del registro delle imprese, devono redigere le scritture contabili, sono assoggettate alla liquidazione coatta amministrativa anziché al fallimento.
Le imprese sociali devono costituirsi per atto pubblico. L'atto costitutivo deve indicare l'oggetto sociale tra le attività di utilità sociale riconosciute, enunciare l'assenza dello scopo di lucro, indicare la denominazione dell'ente (integrata con la locuzione “impresa sociale”, fissare requisiti per i componenti delle cariche sociali, disciplinare le modalità di ammissione ed esclusione dei soci, prevedere forme di coinvolgimento dei lavoratori e dei destinatari dell'attività di impresa nell'assunzione delle decisioni che possono incidere sulle condizioni di lavoro e sulla qualità delle prestazioni erogate. L'atto costitutivo deve prevedere un sistema di controlli basato sul modello introdotto nel 2003 per le società per azioni. Il controllo contabile è affidato a uno o più revisori contabili, il controllo di gestione è riservato a uno o più “sindaci”. Dal controllo sono esonerate le organizzazioni più piccole.
Le imprese sociali sono soggette alla vigilanza del Ministero del lavoro e delle politiche sociali, che può rimuovere la qualifica e cancellare l'impresa dal registro e obbligarla a devolvere il patrimonio a enti non lucrativi.

## L'acquisto della qualità di imprenditore nel diritto italiano

### L'imputazione dell'attività di impresa: esercizio diretto dell'attività di impresa
Il principio della spendita del nome è principio generale del nostro ordinamento. Gli effetti degli atti giuridici ricadono sul soggetto e solo sul soggetto il cui nome è stato validamente speso nel traffico giuridico. È Il principio formale della spendita del nome e non il criterio sostanziale della titolarità dell'interesse economico, che determina nel nostro ordinamento l'imputazione degli atti giuridici.
Questo principio si ricava dalla disciplina del mandato (art. 1703). Il mandatario può agire sia spendendo il proprio nome (senza rappresentanza, art. 1705) sia spendendo il nome del mandante, se questo gli ha conferito il potere di rappresentanza (art. 1704). Nel mandato con rappresentanza gli effetti degli atti posti in essere dal mandatario in nome del mandante si producono direttamente nella sfera giuridica di quest'ultimo. Nel mandato senza rappresentanza è il mandatario che assume diritti e obblighi derivanti dagli atti compiuti, anche se i terzi hanno avuto conoscenza del mandato; i terzi non hanno alcun rapporto con il mandante (il mandante tuttavia rimane "imprenditore", soggetto quindi al fallimento).

### Esercizio indiretto dell'attività di impresa. L'imprenditore occulto
L'esercizio di impresa può dare luogo a dissociazione tra il soggetto cui è formalmente imputabile la qualità di imprenditore e il reale interessato. Ad esempio ci può essere un prestanome, o imprenditore palese, che agisce per conto del reale imprenditore occulto, che dirige di fatto l'impresa, somministra i mezzi necessari e fa suoi i guadagni. Generalmente questo espediente è messo in atto attraverso la costituzione di una società per azioni con capitale irrisorio prevalentemente nelle mani dell'imprenditore occulto, allo scopo di non esporre al rischio di impresa l'intero proprio patrimonio. Un altro espediente può essere l'utilizzo di una persona fisica nullatenente o quasi come prestanome. In caso di insolvenza, sarà la persona o impresa prestanome a fallire, cosicché i creditori difficilmente saranno soddisfatti. Nel nostro ordinamento, il dominio di fatto di un'impresa non è condizione sufficiente per esporre a responsabilità e fallimento, né per essere considerati imprenditori.
Il socio di comando di una società di capitali che non si limiti a esercitare i propri poteri riconosciuti, ma tratti la società come cosa propria, tipicamente attraverso il finanziamento sistematico della società con mezzi propri, l'ingerenza sistematica negli affari, la direzione di fatto secondo un disegno unitario, è considerato esercitare un'autonoma attività di impresa. Pertanto, purché ricorrano i requisiti prescritti dall'art. 2082 (organizzazione, sistematicità e metodo economico), il socio che ha abusato dello schermo societario risponderà delle obbligazioni da lui contratte e potrà fallire.

### L'inizio dell'impresa
La qualità di imprenditore si acquista con l'effettivo inizio dell'attività di impresa, e non quando si richiedono eventuali autorizzazioni amministrative, si iscrive l'impresa al registro delle imprese o si costituisce la società. Si diventa imprenditori già nella fase preliminare di organizzazione, in quanto comunque attività indirizzata a un fine produttivo. Nel caso di una persona fisica, gli atti di organizzazione devono manifestare in modo non equivoco l'orientamento dell'attività verso un fine produttivo, per il loro numero o per la loro significatività. Nel caso di una società, solitamente anche un solo atto di organizzazione è sufficiente per affermare l'inizio dell'attività di impresa.

Una volta presa la decisione di inizio dell’attività di impresa, è necessario iscriversi al Registro Imprese, utilizzando Dire e Telemaco.
Servirà accedere con la propria Identità Digitale e dotarsi di una casella PEC e una Firma Digitale. 
Due servizi web agevoli e snelli per gestire con semplicità la propria impresa in tutte le sue fasi.

### La fine dell'impresa
Originariamente, l'art. 10 della legge fallimentare disponeva che l'imprenditore commerciale potesse essere dichiarato fallito entro un anno dalla cessazione dell'impresa. La giurisprudenza, tenendo presente che la fase di liquidazione costituisce ancora esercizio di impresa, stabiliva che la fine dell'impresa non si verificasse fin tanto che questa metteva in atto operazioni intrinsecamente identiche a quelle normalmente poste in essere.
Per l'imprenditore individuale, la giurisprudenza riconosceva che non fosse necessaria la completa definizione dei rapporti (soprattutto i debiti in atto).
Per le società, invece, la giurisprudenza stabiliva che non si verificasse l'effettiva cessazione dell'impresa fintanto che vi fossero rapporti pendenti. In questa maniera, l'art. 10 non si applicava di fatto alle società: le società che avevano ancora debiti erano considerate non aver mai cessato l'attività di impresa, pertanto potevano essere fatte fallire a distanza di anni.
Dopo l'abrogazione da parte della Corte costituzionale dell'originario art. 10, il nuovo art. 10 dispone che gli imprenditori individuali e collettivi possono essere dichiarati falliti entro un anno dalla cancellazione dal registro delle imprese, se l'insolvenza si è manifestata anteriormente alla medesima o entro l'anno successivo. Per gli imprenditori persone fisiche e per le società cancellate di ufficio la cancellazione non è da sola sufficiente, ma si deve accompagnare all'effettiva cessazione dell'attività di impresa. È fatta salva la facoltà per il creditore o per il pubblico ministero di dimostrare il momento dell'effettiva cessazione dell'attività, in caso di impresa individuale o di cancellazione di ufficio delle società.
Il debitore non può dimostrare di aver cessato l'attività di impresa prima della cancellazione per anticipare il decorso del termine. La cancellazione dal registro delle imprese è dunque condizione necessaria, ma non sufficiente, affinché inizi a decorrere il termine entro cui l'imprenditore può fallire.

### Incapacità e incompatibilità
Il minore o l'incapace che esercita attività di impresa non acquista la qualità di imprenditore. Invece, coloro che esercitano determinati uffici o professioni incompatibili con l'esercizio di impresa prendono comunque la qualità di imprenditore; sono esposti solamente a sanzioni amministrative e a un aggravamento delle sanzioni penali per bancarotta.

#### L'impresa commerciale degli incapaci
È possibile l'esercizio di attività di impresa per conto di un minore o di un incapace da parte del suo rappresentante legale. È anche possibile l'attività di impresa da parte di soggetti limitatamente capaci di agire (inabilitato, minore emancipato). È prevista una specifica disciplina per l'impresa commerciale degli incapaci (artt. 320, 371, 424, 425). In nessun caso è consentito l'inizio di una nuova impresa commerciale nell'interesse e in nome del minore o dell'incapace, salvo che per il minore emancipato. È consentita solo la continuazione di un'impresa preesistente, quando ciò sia utile per il minore o l'incapace e purché la continuazione sia autorizzata dal tribunale. In tal caso, il rappresentante legale può compiere tutti gli atti che rientrano nell'esercizio dell'impresa, di ordinaria o straordinaria amministrazione. È necessaria l'autorizzazione per quegli atti che non sono in rapporto di mezzo a fine per la gestione dell'impresa.
L'inabilitato, intervenuta l'autorizzazione alla continuazione, potrà esercitare personalmente l'impresa, con l'assistenza del curatore e con il suo consenso per gli atti che esulano dall'esercizio dell'impresa. Il minore emancipato acquista la piena capacità di agire con l'autorizzazione, pertanto potrà esercitare normalmente l'attività di impresa. Il beneficiario dell'amministrazione di sostegno conserva la capacità di agire per tutti gli atti che non richiedono la rappresentanza esclusiva o l'assistenza dell'amministratore di sostegno. Quindi potrà esercitare normalmente l'attività di impresa, salvo che il giudice tutelare disponga diversamente.